# 克林短溝紅螢
克林短溝紅螢（学名：Plateros kleineanus）为紅螢科短溝紅螢屬下的一个种。